# Trist
 (novembre 2021).
La mise en forme du texte ne suit pas les recommandations de Wikipédia : il faut le « wikifier ».
Les points d'amélioration suivants sont les cas les plus fréquents :
- Les titres sont pré-formatés par le logiciel. Ils ne sont ni en capitales, ni en gras.
- Le texte ne doit pas être écrit en capitales (les noms de famille non plus), ni en gras, ni en italique, ni en « petit »…
- Le gras n'est utilisé que pour surligner le titre de l'article dans l'introduction, une seule fois.
- L'italique est rarement utilisé : mots en langue étrangère, titres d'œuvres, noms de bateaux, etc.
- Les citations ne sont pas en italique mais en corps de texte normal. Elles sont entourées par des guillemets français : « et ».
- Les listes à puces sont à éviter, des paragraphes rédigés étant largement préférés. Les tableaux sont à réserver à la présentation de données structurées (résultats, etc.).
- Les appels de note de bas de page (petits chiffres en exposant, introduits par l'outil «  Source ») sont à placer entre la fin de phrase et le point final[comme ça].
- Les liens internes (vers d'autres articles de Wikipédia) sont à choisir avec parcimonie. Créez des liens vers des articles approfondissant le sujet. Les termes génériques sans rapport avec le sujet sont à éviter, ainsi que les répétitions de liens vers un même terme.
- Les liens externes sont à placer uniquement dans une section « Liens externes », à la fin de l'article. Ces liens sont à choisir avec parcimonie suivant les règles définies. Si un lien sert de source à l'article, son insertion dans le texte est à faire par les notes de bas de page.
- La présentation des références doit suivre les conventions bibliographiques. Il est recommandé d'utiliser les modèles {{Ouvrage}}, {{Chapitre}}, {{Article}}, {{Lien web}} et/ou {{Bibliographie}}. Le mode d'édition visuel peut mettre en forme automatiquement les références.
- Insérer une infobox (cadre d'informations à droite) n'est pas obligatoire pour parachever la mise en page.

Pour une aide détaillée, merci de consulter Aide:Wikification.
Si vous pensez que ces points ont été résolus, vous pouvez retirer ce bandeau et améliorer la mise en forme d'un autre article.
Pour l’article homonyme, voir Trist.
Trist est un groupe de black métal dépressif tchèque formé en 2003 à Olomouc. Le groupe produira quatre albums de 2003 à 2007 avant de cesser toute activité définitivement. Il sera très influent dans la scène DSBM et collaborera notamment avec Hypothermia.

## Carrière
Le groupe est formé par Jan Šincl en 2003, alors qu'il n'a que quinze ans. Il souffre alors de dépression sévère et compose des chansons pour s'évader. Il sera rejoint par le batteur Pestkrist le temps de deux albums et produira par la suite toutes ses compositions seul.
Trist se positionne contre la célébrité et privilégiera la discrétion en se rendant très peu sur scène et en réalisant très peu de merch autour de son groupe. Il mettra cependant en vente des cassettes et vinyles limités de ses albums.
En 2006, Trist s'allie à Kim Carlsson, chanteur et guitariste de Lifelover et d'Hypothermia, afin de former Life is Pain. Ensemble, ils sortiront la démo Bloody Melancholy en 2006. Jan et Kim resteront par la suite de bons amis et se produiront même en concert ensemble.
Après quatre albums, Trist annonce la fin de sa carrière et affiche le message "...silence is freedom..." sur son site officiel, phrase qu'il avait auparavant employée comme titre de chanson (Ticho je svobodou),. Il dira vouloir se consacrer à sa vie privée, notamment à sa mère dont il est très proche et à ses études, et ne pas apprécier ce qu'il a produit jusqu'ici. Il restera joignable sur ask.fm où il parlera principalement de ses goûts musicaux et de sa passion pour la lecture mais finira par quitter la plateforme. Il donnera alors quelquefois de ses nouvelles sur Facebook.

## Style musical
Trist innovera dans le genre du black métal dépressif par ses mélodies nostalgiques et répétitives. Le groupe sera parfois considéré comme le meilleur groupe de DSBM grâce à la sincérité et l'émotion de ses compositions, mais sera aussi parfois critiqué pour sa simplicité.

## Discographie

### Démos
- 2004: Do tmy žalu i nicoty
- 2005: Prach nesvěta
- 2005: Pustota
- 2005: Řijen pod mlhou
- 2006: Stíny
- 2009: Ve snech nekrvácím

### Splits
- 2005: Z kraje mrtvých Stínů...
- 2007: Trist / Kaxur / Holomráz
- 2007: Korium / Trist
- 2007: Black Veils
- 2008: Grimnir / Trist / Regnum / Hypothermia
- 2012: Trist / Lonesummer
- 2012: Nostalgie III / Fäerie Was Already There

### EPs
- 2012: Nostalgie
- 2013: Večerní Samoty

### Albums
- 2006: Stíny
- 2007: Slunce V Snovém Kraji, Rozplývání, Echa...
- 2007: Sebevražední Andělé
- 2007: Zrcadlení Melancholie

### Compilation
- 2008: Zjitřená Bolest